# Juan Cuadrado
Juan Guillermo Cuadrado Bello (Necoclí, 1988. május 26. –) kolumbiai válogatott labdarúgó, a Pisa játékosa.

## Pályafutása
A 2014-es labdarúgó-világbajnokságon kiválóan futballozó Juan Cuadrado-t már nyáron szerette volna leigazolni a Special One(José Mourinho), de a Fiorentinából akkor még nem engedték el. Januárban viszont André Schürrle eladását követően létrejöhetett a transzfer. 2015 január végén a Chelsea FC-be igazolt. José Mourinho együttese kifizette a 26,2 millió euró kivásárlási árát a kolumbiai támadónak. A 2015-16-os szezont kölcsönben a Juventus FC csapatában töltötte. 2017. május 22-én kölcsön után végleg a Juventushoz igazolt a Chelseatől. Az átigazolásról a Juventus a hivatalos oldalán számolt be, 17 millió fontért igazolt a Serie A bajnokcsapatához 2020-ig írt alá. 
2023. július 19-én egyéves szerződéssel csatlakozott az Internazionale csapatához. 2024. augusztus 26-án egy évre aláírt az Atalantához. 2025. augusztus 6-án a 2025–26-os szezonra a Pisa csapatába igazolt.

## Statisztika

### Klub
| Klub                   | Szezon           | Bajnokság | Bajnokság | Kupa  | Kupa | Ligakupa | Ligakupa | Nemzetközi | Nemzetközi | Egyéb | Egyéb | Összes | Összes |
| Klub                   | Szezon           | Mérk.     | G.        | Mérk. | G.   | Mérk.    | G.       | Mérk.      | G.         | Mérk. | G.    | Mérk.  | G.     |
| ---------------------- | ---------------- | --------- | --------- | ----- | ---- | -------- | -------- | ---------- | ---------- | ----- | ----- | ------ | ------ |
| Independiente Medellín | 2008-09          | 21        | 2         | 0     | 0    | —        | —        | —          | —          | —     | —     | 21     | 2      |
| Independiente Medellín | 2009-10          | 9         | 0         | 0     | 0    | —        | —        | 2          | 0          | —     | —     | 11     | 0      |
| Independiente Medellín | Összesen         | 30        | 2         | 0     | 0    | —        | —        | 2          | 0          | —     | —     | 32     | 2      |
| Udinese                | 2009–10          | 11        | 0         | 1     | 0    | —        | —        | —          | —          | —     | —     | 12     | 0      |
| Udinese                | 2010–11          | 9         | 0         | 3     | 0    | —        | —        | —          | —          | —     | —     | 12     | 0      |
| Udinese                | Összesen         | 20        | 0         | 4     | 0    | —        | —        | —          | —          | —     | —     | 24     | 0      |
| Lecce (Kölcsön)        | 2011–12          | 33        | 3         | 0     | 0    | —        | —        | —          | —          | —     | —     | 33     | 3      |
| Fiorentina             | 2012–13          | 36        | 5         | 4     | 0    | —        | —        | —          | —          | —     | —     | 40     | 5      |
| Fiorentina             | 2013–14          | 32        | 11        | 3     | 1    | —        | —        | 8          | 3          | —     | —     | 43     | 15     |
| Fiorentina             | 2014–15          | 17        | 4         | 1     | 1    | —        | —        | 5          | 1          | —     | —     | 23     | 6      |
| Fiorentina             | Összesen         | 85        | 20        | 8     | 2    | —        | —        | 13         | 4          | —     | —     | 106    | 26     |
| Chelsea                | 2014–15          | 12        | 0         | —     | —    | 1        | 0        | 1          | 0          | —     | —     | 14     | 0      |
| Chelsea                | 2015–16          | 1         | 0         | 0     | 0    | 0        | 0        | 0          | 0          | —     | —     | 1      | 0      |
| Chelsea                | 2016–17          | 0         | 0         | 0     | 0    | 0        | 0        | 0          | 0          | —     | —     | 0      | 0      |
| Chelsea                | Összesen         | 13        | 0         | 0     | 0    | 1        | 0        | 1          | 0          | —     | —     | 15     | 0      |
| Juventus               | 2015–16          | 28        | 4         | 4     | 0    | —        | —        | 8          | 1          | —     | —     | 40     | 5      |
| Juventus               | 2016–17          | 30        | 2         | 3     | 0    | —        | —        | 12         | 0          | 0     | 0     | 45     | 3      |
| Juventus               | 2017–18          | 21        | 4         | 1     | 0    | —        | —        | 6          | 0          | 1     | 0     | 29     | 5      |
| Juventus               | 2018–19          | 18        | 1         | 0     | 0    | —        | —        | 5          | 0          | 0     | 0     | 23     | 1      |
| Juventus               | 2019–20          | 23        | 1         | 3     | 0    | —        | —        | 5          | 1          | 1     | 0     | 32     | 2      |
| Juventus               | Összesen         | 120       | 12        | 11    | 0    | —        | —        | 36         | 4          | 2     | 0     | 169    | 16     |
| Karrier összesen       | Karrier összesen | 301       | 37        | 23    | 2    | 1        | 0        | 52         | 8          | 2     | 0     | 379    | 47     |

### Válogatott
2019. november 19-én lett frissítve
| Kolumbia | Kolumbia        | Kolumbia |
| Év       | Pályára lépések | Gólok    |
| -------- | --------------- | -------- |
| 2010     | 4               | 1        |
| 2011     | 4               | 0        |
| 2012     | 7               | 2        |
| 2013     | 11              | 0        |
| 2014     | 12              | 2        |
| 2015     | 9               | 0        |
| 2016     | 14              | 1        |
| 2017     | 8               | 1        |
| 2018     | 9               | 1        |
| 2019     | 12              | 0        |
| Összes   | 90              | 8        |

### Válogatott góljai
| # | Dátum               | Helyszín                                                      | Ellenfél      | Gólja | Végeredmény | Kiírás                   |
| - | ------------------- | ------------------------------------------------------------- | ------------- | ----- | ----------- | ------------------------ |
| 1 | 2010. szeptember 3. | Estadio José Antonio Anzoátegui, Puerto de la Cruz, Venezuela | Venezuela     | 1–0   | 2–0         | Barátságos               |
| 2 | 2012. február 29.   | Sun Life Stadium, Miami, USA                                  | Mexikó        | 2–0   | 2–0         | Barátságos               |
| 3 | 2012. november 14.  | MetLife Stadium, East Rutherford, USA                         | Brazília      | 1–0   | 1–1         | Barátságos               |
| 4 | 2014. június 6.     | Estadio Pedro Bidegain, Buenos Aires, Argentína               | Jordánia      | 2–0   | 3–0         | Barátságos               |
| 5 | 2014. június 24.    | Arena Pantanal, Cuiabá, Brazília                              | Japán         | 1–0   | 4–1         | Világbajnokság           |
| 6 | 2016. május 29.     | Marlins Park, Miami, USA                                      | Haiti         | 2–1   | 3–1         | Barátságos               |
| 7 | 2017. március 28.   | Estadio Olímpico Atahualpa, Quito, Ecuador                    | Ecuador       | 2–0   | 2–0         | Világbajnokság-selejtező |
| 8 | 2018. június 24.    | Kazan Arena, Kazany, Oroszország                              | Lengyelország | 3–0   | 3–0         | Világbajnokság           |

## Sikerei, díjai
Chelsea
- Premier League-győztes: 2014–15
- Angol ligakupa-győztes: 2014–15

 Juventus 
- Serie A-győztes: 2015–16, 2016–17, 2017–18, 2018–19, 2019–20
- Olasz Kupa-győztes: 2015–16, 2016–17, 2017–18, 2020–21
- Szuperkupa-győztes: 2018, 2020

 Internazionale
- Serie A-győztes: 2023–24
- Szuperkupa-győztes: 2023

## Fordítás
Ez a szócikk részben vagy egészben  a   Juan Guillermo Cuadrado című angol Wikipédia-szócikk fordításán alapul.  Az eredeti cikk szerkesztőit annak laptörténete sorolja fel. Ez a jelzés csupán a megfogalmazás eredetét és a szerzői jogokat jelzi, nem szolgál a cikkben szereplő információk forrásmegjelöléseként.